# New People's Army
New People's Army (NPA) är Filippinernas kommunistiska partis väpnade gren. Den grundades 29 mars 1969. NPA för sin gerillakrigföring i enlighet med folkkrigets strategi.

## Grundande
NPA:s rötter kan spåras till Hukbalahap, det tidigare existerande prosovjetiska Filippinernas kommunistiska parti (FKP). Hukbalahap mobiliserades från början för strid mot det Japanska kejsardömets ockupation av Filippinerna under andra världskriget. Under Luis Tarucs kommunistpartiets generalsekreterare Jose Lava befäl fortsatte sedan gerillakrigföringen mot USA och landets första från Japan oberoende regeringar innan man i stor utsträckning gav upp mot president Ramon Magsaysay. Under tidigt 1960-tal var Hukbalahap militära aktivitet i dalande.
Efter den sino-sovjetiska splittringen delades kommunistpartier världen över upp i prosovjetiska respektive maoistiska grupperingar. Det kommande FKP bröt sig ur det prosovjetiska partiet 26 december 1968. Tre månader senare, 29 mars 1969, ommobiliserade FKP avantgardepartiets gamla miliser, Hukbalahap, och döpte om dem till New People's Army, Nya Folkarmén samma datum som milisens antikoloniala gerillakrigföring mot mot den japanska kolonialmakten inleddes 1942. 
Grundandet av NPA gjordes när José María Sison sammanstrålade med Hukbalahap-befälet Bernabe Buscayno, känd som "Commandante Dante".

## Verksamhet
NPA har maoismen som ledstjärna och kämpar för den maoistiska nydemokratin. Från att från början ha bestått av 60 stridskämpar och 34 gevär spred sig NPA som en löpeld över landet under Ferdinand Marcos diktatur. Efter införandet av dödsstraffet 21 september 1972 tog tusentals studenter värvning i gerillan. President Marcos avskaffade sedan dödsstraffet 17 januari 1981. 
Under sin glanstid under 1980-talet hade NPA över 25000 stridande. 
I mitten av 1970-talet arresterades FKP:s ledarskap, inklusive Jose Maria Sison, av regimen, och gerillan lämnades med oerfaret kader. Detta orsakade en avvikelse från masslinjen i gerillans krigföring och incidenter med inslag av kidnappningar och brott mot civila förekom.
NPA klassas som en terroristorganisation av USA

## Andra korrigeringskampanjen
Under 1990-talet framkom intern kritik mot misstagen som gjorts under 1980-talet vilket mynnade i en korrigeringskampanj i rörelsen som varade mellan 1992 och 1998. Under korrigeringskampanjen förekom utrensningar av element som skylldes för att agera som agenter åt Filippinernas väpnade styrkor och  Nationella underrättelsetjänsten. Robert Francis Garcia, tidigare medlem av gerillan, skrev boken To Suffer Thy Comrades och organiserade Peace Advocates for Truth, Healing and Justice (PATH) som samlade överlevare från utrensningen och anhöriga till offer för dem. NPA har rapporterats bett berörda om ursäkt och till och med ha erbjudit ekonomisk kompensation för lidandet.

## Avrättning av amerikansk militär
NPA gör anspråk på att ha avrättat den amerikanske översten James "Nick" Rowe, upphovsman till den militära utbildningen SERE, som var med och bistod i ett amerikanskt hjälpprogram riktat till den filippinska armén. NPA anger de faktiska förhållandena som grund för att rättfärdigt ha betraktat honom som ett militärt mål. 

## Terroriststämpling
NPA stämplades som terrorister av USA augusti 2002 och av EU i november 2005. NPA:s grundare Jose Maria Sison lever i exil i Nederländerna. NPA:s verksamhet finns huvudsakligen på landsbygden, där deras mål i huvudsak inskränker sig till politiker, militär, polis, kriminella, jordägare, företagsägare och amerikansklejda agenter i Filippinerna. 
Det är inte ovanligt att NPA, då de på många platser verkar som en skuggregering, tar ut "revolutionär skatt" från politiker och företag.  
1995 utfärdar FKP ett dekret som förespråkar legaliserandet av samkönade äktenskap och 2005 genomfördes det första homoäktenskapet mellan två FKP-kader. 
Arroyo-administrationen har återkommande förhandlingar med NPA:s kader ute i Europa. 
Mars 2007 arresterades kongressmannen Satur Ocampo anklagad för mord relaterat till NPA:s utrensningar under 1980-talet. Vänsterpolitiker i landet ser hela händelsen som ett led i en intensifierad förföljelse mot oppositionella. 
Januari 2008 hävdar Avelino Razon, chef för Filippinernas nationella polisstyrkor att NPA:s milis med anledning av förintandet av 13 gerillabaser reducerats till 5700 stridande, vilket skulle vara det lägsta antalet på tjugo år. NPA har fört sin kamp i 69 av landets 81 provinser. 40 000 människor uppges ha dött i konflikten mellan milisen och regimen.

## Amnesti
5 september 2007 undertecknar president Gloria Macapagal-Arroyo Amnestiproklamation 1377 rörande medlemmar av FKP och dess väpnade gren NPA, andra kommunistiska rebellgrupper och deras paraplyorganisation Nationella demokratiska fronten. Amnestin inkluderar revolutionärt engagemang på politisk grund men inte brottslig verksamhet.